# Dmochy-Glinki (gmina)
Dmochy-Glinki (od 1949 Czyżew) – dawna gmina wiejska istniejąca do 1948 roku w woj. białostockim (dzisiejsze woj. mazowieckie). Nazwa gminy pochodzi od wsi Dmochy-Glinki, lecz siedzibą gminy był Czyżew.

## Historia
Za czasów Królestwa Polskiego gmina Dmochy-Glinki należała do powiatu ostrowskiego w guberni łomżyńskiej. 1 października?/13 października 1870 do gminy przyłączono pozbawiony praw miejskich Czyżew.
Na początku okresu międzywojennego gmina Dmochy-Glinki należała do powiatu ostrowskiego w woj. białostockim. 
1 stycznia 1926 od gminy Dmochy-Glinki odłączono wieś Siennica-Święchy, włączając ją do gminy Szepietowo w powiecie wysokomazowieckim. 1 października 1927 roku całą gminę  Dmochy-Glinki przyłączono do powiatu wysokomazowieckiego w tymże województwie.
Po wojnie gmina zachowała przynależność administracyjną. 1 stycznia 1949 roku gmina została zniesiona, po czym z jej obszaru utworzono gminę Czyżew z siedzibą w Czyżewie. 

## Demografia i geografia
Pod koniec XIX w. gmina Dmochy-Glinki posiadała powierzchnię 14 492 morgów, w tym 7706 morgów wybornej pszennej gleby i dobrych łąk nad Broczyskiem i Siennicą. Lasów, pastwisk i nieużytków łącznie 500 morgów. Liczyła 6212 mieszkańców (3100 kobiet i 3112 mężczyzn).
W tym samym czasie Słownik geograficzny wymienia: 
- szlachty legitymowanej – 107, księży – 4 (2 w Czyżewie i 2 w Rosochatem), rabin i 2 podrabich, kupców – 189, mieszczan i rzemieślników – 1164, włościan – 1033, szlachty drobnej zaściankowej, rolnej – 3640, żołnierzy dymisjonowanych – 49, cudzoziemców – 14
- Żydów: mężczyzn – 818, kobiet – 819, ewangelików: mężczyzn – 6, kobiet – 8, reszta wyznania rzymskokatolickiego
- ludność mieszka w miasteczku Czyżewie i 60 wsiach, folwarkach i osadach
- w gminie 2 kościoły murowane: w Czyżewie i Rosochatem, kaplica murowana na cmentarzu w Czyżewie
- dwie cegielnie wyrabiające po 60 000 cegieł przy folwarkach w Czyżewie-Kościelnym i Czyżewie-Rusi. Młyny wodne na Broczysku w Zalesiu-Starym, Krzeczkowie-Gromadzyn i Dmochach-Bąbole. Wiatraki we wsich: Czyżewo-Chrapki, w Rosochatem Kościelnym (dwa) i Siennicy-Święchach[10]